# Santa Claus Cup
Der Santa Claus Cup (ungarisch Mikulás Kupa) ist ein jährlich stattfindender internationaler Eiskunstlaufwettbewerb, der in der Regel Ende November oder Anfang Dezember in Budapest ausgetragen wird. Er wird seit 2007 vom Ungarischen Eislaufverband organisiert. Medaillen werden in den Disziplinen Männer-Einzel, Frauen-Einzel und Eistanz in den Kategorien Senioren, Junioren und Novizen vergeben.

## Ergebnisse Senioren

### Einzellaufen Männer
| Jahr | Gold                 | Silber              | Bronze              | Ergebnisse |
| 2014 | Javier Raya          | Felipe Montoya      | Manuel Koll         | [ 1 ]      |
| 2015 | Felipe Montoya       | Mario-Rafael Ionian | Larry Loupolover    | [ 2 ]      |
| 2016 | Moris Kwitelaschwili | Irakli Maissuradse  | Felipe Montoya      | [ 3 ]      |
| 2017 | Konstantin Miljukow  | Maurizio Zandron    | Philip Warren       | [ 4 ]      |
| 2019 | Luc Economides       | Maurizio Zandron    | Philip Warren       | [ 5 ]      |
| 2020 | András Csernoch      | Jiří Bělohradský    | Iker Oyarzábal      | [ 6 ]      |
| 2021 | Nikolaj Memola       | Artjom Kowaljow     | Adam Hagara         | [ 7 ]      |
| 2022 | Davide Lewton Brain  | Adam Hagara         | Alexander Wlassenko | [ 8 ]      |

### Einzellaufen Frauen
| Jahr | Gold                    | Silver           | Bronze                   | Ergebnisse |
| 2014 | Ivett Tóth              | Giada Russo      | Julia Sauter             | [ 9 ]      |
| 2015 | Eliška Březinová        | Ivett Tóth       | Fleur Maxwell            | [ 10 ]     |
| 2016 | Ivett Tóth              | Isadora Williams | Julia Sauter             | [ 11 ]     |
| 2017 | Ivett Tóth              | Loena Hendrickx  | Micol Cristini           | [ 12 ]     |
| 2019 | Anastasia Galustyan     | Júlia Láng       | Sophia Schaller          | [ 13 ]     |
| 2020 | Júlia Láng              | Emilea Zingas    | Ivett Tóth               | [ 14 ]     |
| 2021 | Ekaterina Ryabova       | Regina Schermann | Júlia Láng               | [ 15 ]     |
| 2022 | Mia Caroline Risa Gomez | Mariia Seniuk    | Kristina Škuleta-Gromova | [ 16 ]     |

### Eistanz
| Jahr | Gold                                           | Silber                                | Bronze                               | Ergebnisse |
| 2014 | Natalia Kaliszek / Maksym Spodyriev            | Alisa Agafonova / Alper Ucar          | Misato Komatsubara / Andrea Fabbri   | [ 17 ]     |
| 2015 | Tiffany Zahorski / Jonathan Guerreiro          | Misato Komatsubara / Andrea Fabbri    | Valeria Haistruk / Oleksiy Oliynyk   | [ 18 ]     |
| 2016 | Sara Hurtado / Kirill Khaliavin                | Lilah Fear / Lewis Gibson             | Victoria Manni / Carlo Röthlisberger | [ 19 ]     |
| 2017 | Oleksandra Nasarowa / Maxim Nikitin            | Anna Yanovskaya / Ádám Lukács         | Natalia Kaliszek / Maksym Spodyriev  | [ 20 ]     |
| 2019 | Anastassija Skopzowa / Kirill Aljoschin        | Tina Garabedian/ Simon Proulx-Sénécal | Yuka Orihara / Juho Pirinen          | [ 21 ]     |
| 2020 | Jennifer Janse van Rensburg / Benjamin Steffan | Lara Luft / Maximilian Pfisterer      | keine weiteren Teilnehmenden         | [ 22 ]     |
| 2021 | Anastassija Skopzowa / Kirill Aljoschin        | Mariia Ignateva / Danijil Szemko      | Holly Harris / Jason Chan            | [ 23 ]     |
| 2022 | Holly Harris / Jason Chan                      | Mariia Ignateva / Danijil Szemko      | Lorraine McNamara / Anton Spiridonov | [ 24 ]     |

## Ergebnisse Junioren

### Einzellaufen Männer
| Jahr | Gold                | Silber                    | Bronze                    | Ergebnisse |
| 2009 | Krisztián Andraska  | keine weiteren Teilnehmer | keine weiteren Teilnehmer | [ 25 ]     |
| 2010 | Vlad Ionescu        | Kristóf Forgó             | Jamie Wright              | [ 26 ]     |
| 2011 | Jack Newberry       | Kristóf Forgó             | Marco Klepoch             | [ 27 ]     |
| 2012 | Kristóf Forgó       | Charles Parry-Evans       | Antonio Panfili           | [ 28 ]     |
| 2013 | Charles Parry-Evans | Marco Klepoch             | Christopher Huettl        | [ 29 ]     |
| 2014 | Deniss Vasiļjevs    | Hector Alonso Serrano     | Aleix Gabara Xanco        | [ 30 ]     |
| 2015 | Daniel Grassl       | Ivan Shmuratko            | Simone Cervi              | [ 31 ]     |
| 2016 | Daniel Grassl       | Nika Egadze               | Matyáš Bělohradský        | [ 32 ]     |
| 2017 | Ivan Shmuratko      | Denis Gurdzhi             | Daniel Mrazek             | [ 33 ]     |
| 2019 | Nikita Starostin    | Louis Weissert            | Linus Mager               | [ 34 ]     |
| 2020 | Mozes József Berei  | David Sedej               | keine weiteren Teilnehmer | [ 35 ]     |
| 2021 | Mozes József Berei  | Aleksandr Vlasenko        | Semen Daniliants          | [ 36 ]     |
| 2022 | Nikita Sheiko       | Lukas Vaclavik            | Jegor Martsenko           | [ 37 ]     |
| 2023 | Tamir Kuperman      | Nikita Sheiko             | Denis Krouglov            | [ 38 ]     |

### Einzellaufen Frauen
| Jahr | Gold                   | Silber              | Bronze                 | Ergebnisse |
| 2009 | Emilia Simonen         | Regina Borbely      | Silvia Monti           | [ 25 ]     |
| 2010 | Noora Pitkanen         | Rosaliina Kuparinen | Reetta Romppanen       | [ 39 ]     |
| 2011 | Elettra Olivotto       | Eveliina Viljanen   | Henriette Grassler     | [ 40 ]     |
| 2012 | Anna Afonkina          | Ivett Tóth          | Giada Russo            | [ 41 ]     |
| 2013 | Ivett Tóth             | Chiara Calderone    | Dorka Havasi           | [ 42 ]     |
| 2014 | Fruzsina Medgyesi      | Júlia Bátori        | Alexandra Hagarová     | [ 43 ]     |
| 2015 | Annika Hocke           | Pernille Sørensen   | Petra Laakkonen        | [ 44 ]     |
| 2016 | Dahyun Ko              | Sophia Schaller     | Paige Conners          | [ 45 ]     |
| 2017 | Valeriia Sidorova      | Klara Stepanova     | Vera Stolt             | [ 46 ]     |
| 2019 | Regina Schermann       | Lindsay van Zundert | Lili Krizsanovszky     | [ 47 ]     |
| 2020 | Lili Krizsanovszky     | Bernadett Szigeti   | Cintia Szabó           | [ 48 ]     |
| 2021 | Nina Pinzarrone        | Kimmy Repond        | Anastasia Voronina     | [ 49 ]     |
| 2022 | Polina Dzsumanyijazova | Noelle Streuli      | Olivia Lengyelova      | [ 50 ]     |
| 2023 | Anastasia Brandenburg  | Jana Horcickova     | Polina Dzsumanyijazova | [ 51 ]     |

### Eistanz
| Jahr | Gold                                             | Silber                                      | Bronze                                   | Ergebnisse |
| 2009 | Dóra Turóczi / Balázs Major                      | Angelina Telegina / Valentin Molotov        | Maria Popkova / Viktor Kovalenko         | [ 25 ]     |
| 2010 | Charlotte Aiken / Josh Whidborne                 | Juliane Haslinger / Tom Finke               | Karina Uzurova / Ilias Ali               | [ 52 ]     |
| 2011 | Walerija Senkowa / Valerie Sinitsin              | Gabriella Papadakis / Guillaume Cizeron     | Daria Korotitskaya / Maksym Spodyriev    | [ 53 ]     |
| 2012 | Oleksandra Nazarova / Maxim Nikitin              | Sofia Sforza / Francesco Fioretti           | Kristina Baklanova / Andrei Bagin        | [ 54 ]     |
| 2013 | Angélique Abachkina / Louis Thauron              | Sarah-Marine Rouffanche / Geoffrey Brissaud | Natalia Kaliszek / Yaroslav Kurbakov     | [ 55 ]     |
| 2014 | Carolina Moscheni / Ádám Lukács                  | Daria Rumiantseva / Dmitri Riabchenko       | Katharina Müller / Tim Dieck             | [ 56 ]     |
| 2015 | Sara Ghislandi / Giona Terzo Ortenzi             | Daria Rumiantseva / Dmitri Riabchenko       | Anzhelika Yurchenko / Volodymyr Byelikov | [ 57 ]     |
| 2016 | Sophia Litvinova / Aleksandr Balikov             | Polina Ivanenko / Daniil Karpov             | Sasha Fear / Elliot Verburg              | [ 58 ]     |
| 2017 | Elizaveta Shanaeva / Devid Naryzhnyy             | Mariia Holubtsova / Kyryl Bielobrov         | Maria Kazakova / Georgy Reviya           | [ 59 ]     |
| 2019 | Irina Chawronina / Dario Cirisano                | Angelina Zimina / Aleksandr Gnedin          | Ekaterina Rybakova / Ivan Makhnonosov    | [ 60 ]     |
| 2020 | Marie Dupayage / Thomas Nabais                   | Louise Bordet / Thomas Gipoulou             | Célina Fradji / Jean-Hans Fourneaux      | [ 61 ]     |
| 2021 | Anna Kolomenskaia / Artem Frolov                 | Mariia Pinchuk / Mykyta Pogorielov          | Aleksandra Prokopets / Vladislav Grishin | [ 62 ]     |
| 2022 | Elizabeth Tkachenko / Alexei Kiliakov            | Leah Neset / Artem Markelov                 | Grace Elizabeth Vainik / Yehor Barshak   | [ 63 ]     |
| 2023 | Ambre Perrier Gianesini / Samuel Blanc Klaperman | Hilda Taylor / Nolen Hickey                 | Louise Duprat / Tahory Taddei-Dugue      | [ 64 ]     |